# Bis (canal de televisão)
Bis (anteriormente chamado de Multishow HD) é o primeiro canal de televisão por assinatura Brasileiro 100% dedicado à música, com 24 horas de shows, documentários, biografias e séries musicais. O carro-chefe da programação é a faixa das 21h, onde o assinante pode assistir diariamente a um show inédito na TV.
O canal Bis é um dos Canais Globo (antiga Globosat) que hoje faz parte da Globo, empresa do Grupo Globo, que em 2020 unificou a TV Globo, a Globo.com, a Globosat e a DGCorp (Diretoria de Gestão Corporativa).
No dia 27 de agosto de 2012, em preparação para o lançamento do futuro canal Multishow, o canal adotou o nome atual de "BIS", Em 15 de dezembro de 2012, o antigo canal Multishow HD foi relançado, com programação simulcast ao canal em SD.

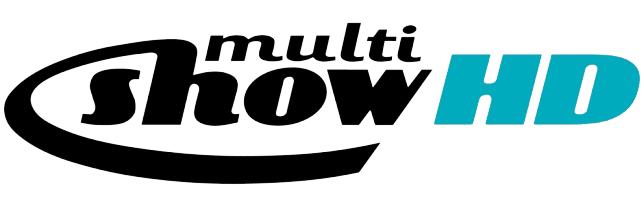
Logotipo do canal enquanto se chamava Multishow HD.